# Aplastodiscus lutzorum
Aplastodiscus lutzorum és una espècie de hílid que viu al Brasil.